# Alice Aprot Nawowuna
Alice Aprot Nawowuna (Kenia, 2 de enero de 1994) es una atleta keniana, especialista en la prueba de 10 000 m, en la que logró ser subcampeona africana en 2018

## Carrera deportiva
En el Campeonato Africano de Atletismo de 2018 celebrado en Asaba (Nigeria) ganó la medalla de plata en los 10 000 metros, con un tiempo de 31:36.12 segundos, siendo superada por su compatriota Stacey Ndiwa (oro con 31:31.17 segundos) y por delante de la atleta etíope Gete Alemayehu (bronce con 32:10.68 segundos).